# 大椿裕子
大椿 裕子（おおつばき ゆうこ、1973年〈昭和48年〉8月14日 - ）は、日本の政治家、労働運動家。社会民主党副党首。
参議院議員（1期）、大阪教育合同労働組合執行委員長を歴任。既婚者であり、配偶者はバルセロナ出身のカタルーニャ人。

## 経歴
岡山県高梁市生まれ。岡山県立高梁高等学校、四国学院大学社会学部社会福祉学科卒業後、四国で非正規雇用を掛け持ちしながら暮らす。この間、社会福祉士と保育士の資格を取得。
2002年にフィリピン・ネグロス島で遊学。姉が住んでいた神戸市に移り、2004年からNPO法人被災地障害者センターで務める。
2006年、関西学院大学に上限4年の有期雇用で障害学生支援コーディネーターとして就職する。2010年に任期満了の退職に反発し、大阪教育合同労働組合に加入した。原職復帰を求め3年9か月間争うが、再雇用されなかった。2016年に同労組の執行委員長に就任する。
2019年3月末で大阪教育合同労働組合執行委員長を退任する。同年7月21日の第25回参議院議員通常選挙は、社民党で比例区に立候補した。同党は比例代表で1議席を得る。大椿は党内候補者4人中、4番目の得票数で落選した。
2020年、社民党全国連合常任幹事、全国連合労働・女性・多様性政策委員長に就任。4月16日、第49回衆議院議員総選挙に社会民主党公認で大阪9区への立候補が内定した。
2021年4月12日、社会民主党副党首に就任する。10月31日の総選挙は大阪9区で3位で落選し、社民党は比例近畿ブロックの議席を得ず、重複立候補した比例区も落選した。
2022年7月10日の第26回参議院議員通常選挙に立候補して社民党は比例代表で1議席を獲得する。大椿は党内候補者8人中、5番目の得票数で落選した。
2023年3月30日、参議院本会議で、同年4月23日に挙行される参議院議員大分県選挙区補欠選挙立候補のため同月28日に辞表を提出した吉田忠智（立憲民主党）の辞職が了承された。吉田は2019年の参院選では社民党から立候補し比例区名簿1位で当選しているため補充議員は立憲民主党ではなく社民党からとなり、同党名簿順位2位と3位の候補者が削除（比例2位の仲村未央は2021年に離党し、立憲民主党に入党している）されているため、同4位だった大椿の繰り上げ当選が4月6日、決定した。第211回国会では農林水産委員会に所属した。繰り上げ当選の可能性を受け、大椿は予定していた大阪府議会議員選挙茨木市選挙区への立候補を取り止め、代わりに社民党大阪府連代表の長崎由美子が同選挙区から立候補した。
2025年7月の第27回参議院議員通常選挙の比例区公認候補として擁立することが社民党から発表された。
第27回参議院議員通常選挙では、社民党で2位の個人得票を達成したものの党の獲得議席が1議席にとどまり、個人得票数で上回ったラサール石井が当選したため、落選となった。

## 政策・主張

### 憲法
- 憲法改正について、2022年、2025年のNHK、2025年の読売新聞社のアンケートで「反対」と回答[19][20][21]。
- 9条改憲について、2022年の毎日新聞社のアンケートで「反対」と回答[22]。9条への自衛隊の明記について、2022年、2025年のNHKのアンケートで「反対」と回答[19][20]。
- 憲法を改正し緊急事態条項を設けることについて、2022年、2025年のNHKのアンケートで「反対」と回答[19][20]。

### 外交・安全保障
- 敵基地攻撃能力を持つことについて、2022年のNHKのアンケートで「反対」と回答[19]。
- ロシアは2022年2月24日、ウクライナへの全面的な軍事侵攻を開始した[23]。日本政府が行ったロシアに対する制裁措置についてどう考えるかとの問いに対し、2022年のNHKのアンケートで回答しなかった[19]。同年の毎日新聞社のアンケートで「今の制裁で妥当だ」と回答[22]。
- 2022年6月7日、政府は経済財政運営の指針「骨太方針」を閣議決定した。NATO加盟国が国防費の目標としている「GDP比2％以上」が例示され、防衛力を5年以内に抜本的に強化する方針が明記された[24]。「防衛費を今後どうしていくべきだと考えるか」との問いに対し、2022年のNHKのアンケートで「大幅に減らすべき」と回答[19]。
- 徴用工訴訟問題や慰安婦問題などをめぐり日韓の対立が続くなか、関係改善についてどう考えるかとの問いに対し、2022年の毎日新聞社のアンケートで「互いに譲歩すべきだ」と回答[22]。

### ジェンダー
- 選択的夫婦別姓制度の導入について、2022年のNHK、2025年の日本テレビ、同年の読売新聞社のアンケートで「賛成」と回答[19][25][21]。
- 同性婚を可能とする法改正について、2022年、2025年のNHK、2025年の日本テレビのアンケートで「賛成」と回答[19][20][25]。
- クオータ制の導入について、2022年のNHKのアンケートで「賛成」と回答[19]。

### 雇用・労働
- 就職氷河期の世代（ロスジェネ世代）であり、関西学院大学で非正規労働者として働き雇い止めに遭った経験から労働運動に携わるようになる[26][27][28]。
- 非正規雇用の「入口規制」を求めている[29]。

### その他
- 「原子力発電への依存度を今後どうするべきか」との問題提起に対し、2022年のNHKのアンケートで「ゼロにすべき」と回答[19]。
- アベノミクスについて、2022年の毎日新聞社のアンケートで「評価できず、見直すべきだ」と回答[22]。
- 国会議員の被選挙権年齢の引き下げについて、2022年の毎日新聞社のアンケートで「賛成」と回答[22]。
- 宇部炭鉱のひとつである長生炭鉱での水没事故について、国が責任をもって遺骨の収集を進めるべきだとの立場をとっている[30]。
- 「2025年の参院選後、連携したいと考える政党を次の中からあげてください」との同年の読売新聞社のアンケートに対し「立憲民主党、日本共産党、れいわ新選組」と回答[21]。

## 発言
- 2022年2月1日に死去した石原慎太郎についてX（旧Twitter）で、「今後、追悼番組が放送されるだろうが、称賛で終わるのではなく、彼が撒き散らしたレイシズム、性差別、障害者差別等についても、無かったことにしないでもらいたい。」と投稿した[31]。
- 2023年9月13日、X（旧Twitter）で『「日本人の日本人による日本人のための政治をする人を選ぶ」と言うのがそもそも間違いです。国籍にかかわらず、この国で暮らす人々のことを考えるのが政治です』と排外主義を非難し、社会的包摂を推奨する投稿をしている[32]。
- 夫婦別姓のスペイン国籍の夫がいることを公表している[4][5]。
- 2024年6月11日、参議院の厚生労働委員会でパタゴニアの雇い止め訴訟について取り上げ、厚生労働大臣の武見敬三から「無期転換ルールの適用を免れる意図をもって雇い止めを行うことは、労働契約法の趣旨に照らして望ましくない」という答弁を引き出している[33]。

## 選挙
| 当落 | 選挙                     | 執行日         | 年齢 | 選挙区  | 政党       | 得票数    | 得票率 | 定数 | 得票順位 /候補者数 | 政党内比例順位 /政党当選者数 |
| ---- | ------------------------ | -------------- | ---- | ------- | ---------- | --------- | ------ | ---- | ------------------ | ---------------------------- |
| 繰当 | 第25回参議院議員通常選挙 | 2019年07月21日 | 45   | 比例区  | 社会民主党 | 1万5445票 | ーー   | 50   | /                  | 4/1                          |
| 落   | 第49回衆議院議員総選挙   | 2021年10月31日 | 48   | 大阪9区 | 社会民主党 | 4万2165票 | 15.94% | 1    | 3/4                | 1/0                          |
| 落   | 第26回参議院議員通常選挙 | 2022年07月10日 | 48   | 比例区  | 社会民主党 | 1万390票  | ーー   | 50   | /                  | 5/1                          |
| 落   | 第27回参議院議員通常選挙 | 2025年07月20日 | 51   | 比例区  | 社会民主党 | 5万9279票 | ーー   | 50   | /                  | 2/1                          |

## 著書
- 『愛と連帯』地平社、2025年7月1日。ISBN 978-4911256244。